# آرثر بيرن
آرثر بيرن هو عداء مسافات طويلة كندي، ولد في 1 يونيو 1879 في كالغاري في كندا، وتوفي في 28 ديسمبر 1911.

## وصلات خارجية
- آرثر بيرن على موقع أوليمبيديا (الإنجليزية)